# Treehouse of Horror XVI
Treehouse of Horror XVI (La casita del horror XVI en Hispanoamérica y La casa-árbol del Terror XVI en España) es el cuarto episodio de la decimoséptima temporada de la serie de televisión de dibujos animados Los Simpson. Fue estrenado el 6 de noviembre de 2005 en Estados Unidos, 6 días después de Halloween y en Hispanoamérica se estrenó el 6 de agosto de 2006. Este episodio especial de Halloween incluye historias de Bart siendo reemplazado por un niño robot, Homero huyendo de la cacería del Sr. Burns y una maldición haciendo que las personas se conviertan en sus disfraces.

## Sinopsis

### Secuencia de presentación
Un narrador dice que están en un juego de la Serie Mundial donde lo único interesante que ha sucedido es el avistamiento de una nube con forma de jirafa. En el espacio, Kang y Kodos ven aburridos el juego pensando que hay que acelerarlo para que la Fox pueda pasar el Especial de Noche de Brujas de Los Simpsons, para lo cual utilizan el acelerayo. Sin embargo, el partido es todavía demasiado lento y aburrido, así que colocan el rayo en su máxima potencia, lo que provoca la formación de un remolino que termina absorbiendo a todo el universo con Dios incluido provocando que sólo quede un espacio en blanco. Los dos extraterrestres salen diciendo: 'Qué hábil eres, laxante espacial. ¡Destruiste la existencia en su totalidad!. Y el otro responde: Estarás bien, sólo dejaré una nota. La nota dice: Treehouse of Horror XVI.

### B.I.: Bartificial Intelligence (Inteligencia Bartificial)
En una parodia de la película A.I.: Artificial Intelligence, es el año 2010 y Bart termina en coma después de saltar desde la ventana a la piscina del apartamento de sus tías. En un esfuerzo para remediar la pérdida de su muchacho, la familia adquiere un niño robot llamado David, que rápidamente prueba ser mejor hijo. Después, Bart despierta, escapa del hospital y trama vengarse del niño robótico. Cuando el regresa, Homer lo lleva a un bosque diciéndole que iban a una tienda de golosinas, allí Bart se encuentra con robots que habían sido abandonados y les muestran su superioridad bailando Rockit de Herbie Hancock. Bart le roba sus partes a los robots y regresa a casa. Finalmente él corta a Homer y a David por la mitad porque se vuelve un cyborg. Eventualmente, Homer pierde sus piernas, las cuales reemplaza con las de David.
Cuando todo termina se revela que todo esto no era más que un sueño de Homer, porque está poseído por el demonio. Cuando le lanzan agua bendita se contorsiona en breves escenas que parodian a El exorcista.

### Survival of the Fattest (La Supervivencia del más Gordo(LAT) / Sobreviven los más gordos(ESP))
En una parodia de The Most Dangerous Game; Homer, Lenny, Carl, y el resto de la pandilla va a la mansión del Sr. Burns para ir de cacería, no sabiendo que ellos son la presa a cazar. Homer escapa y sobrevive toda la noche mientras sus amigos son asesinados, pero el señor Burns y Smithers logran acorralarlo. Justo cuando están a punto de disparar, son nockeados con una sartén por Marge, que también golpea a Homer por estar afuera dieciocho horas y no llamar. Sabía lo de la cacería al ver a Homer en televisión y darse cuenta de que "ya sabía que había algo malo cuando vio la carátula de la guía de televisión", ya que esta mostraba una fotografía de Homer siendo cazado por Burns y Smithers. El segmento termina con Homer y Marge teniendo sexo.

### I’ve Grown a Costume on Your Face (A su disfraz me acostumbré (LAT) / Me he disfrazado por la cara (ESP))
El título en inglés es una parodia de la canción I've Grown Accustomed to Her Face de My Fair Lady, y el argumento es similar al del clásico episodio de The Twilight Zone, Las máscaras. Los ciudadanos de Springfield visten sus disfraces de Halloween para un concurso de disfraces.En este episodio al ser atravesado por una flecha, Disco Stu dice: "¿Por qué no me disfrazé de Marilyn Manson?" Una bruja es declarada la ganadora, pero después de revelar que no está vistiendo un disfraz, sino que es una bruja real, es descalificada y le arrebatan su premio. En una furia vengativa hace que todos se conviertan en los disfraces que llevan puestos. La única persona que puede revertir el hechizo es Maggie, que tenía un disfraz de bruja y ahora es una realmente. La mitad de las personas del pueblo quieren volver a ser normales y la mitad de ellos quieren quedarse como están. Maggie los convierte a todos, incluyendo a la estrella invitada Dennis Rodman y a Kang y Kodos, en chupetes con sus cabezas normales.